# Alexei Iwanowitsch Wassiljew

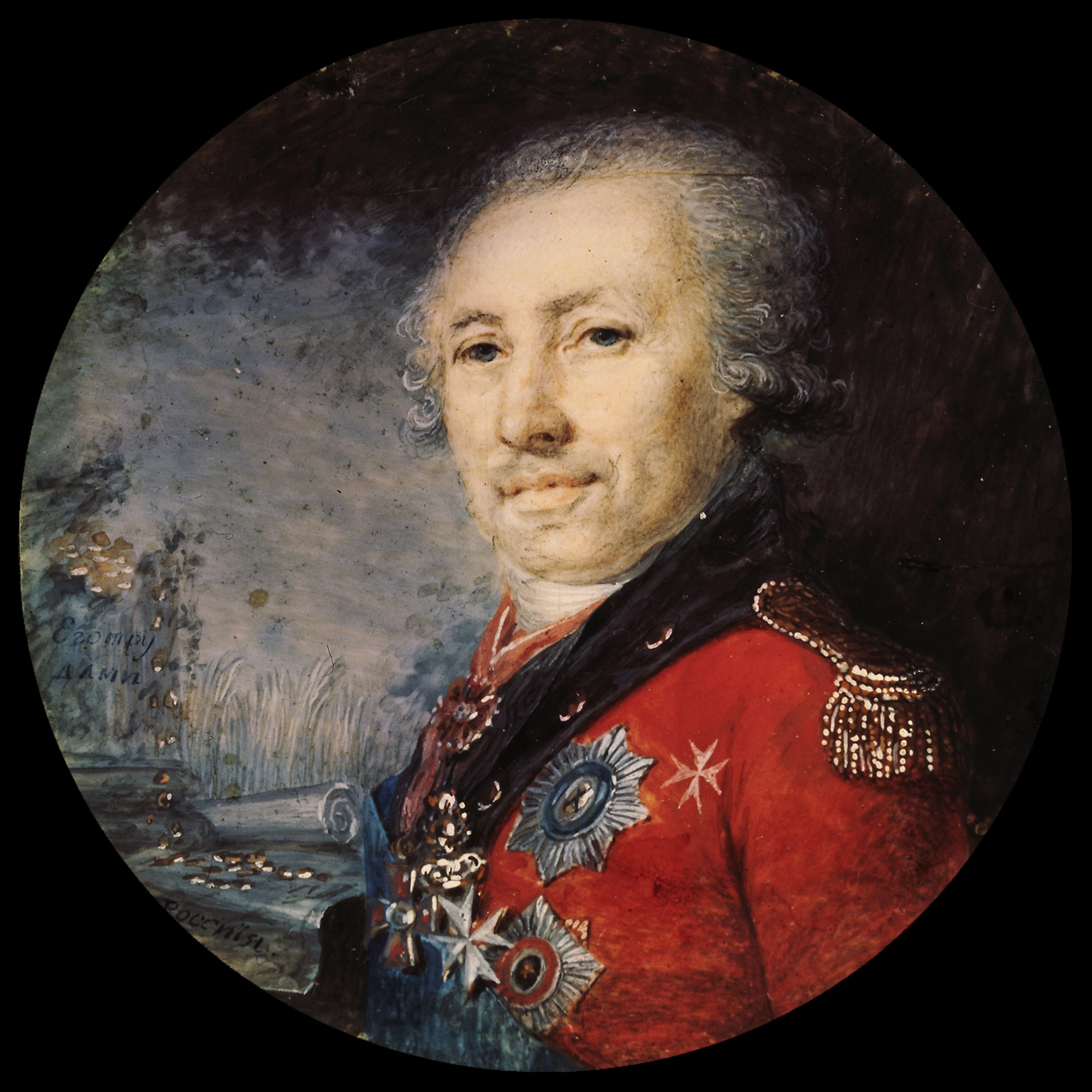
Alexei Iwanowitsch Wassiljew (W. L. Borowikowski, 1800, Tretjakow-Galerie)

Alexei Iwanowitsch Wassiljew (russisch Алексей Иванович Васильев; * 28. Februarjul. / 11. März 1742greg. in St. Petersburg; † 15. Augustjul. / 27. August 1807greg. ebenda) war ein russischer Staatsbeamter, Politiker und Finanzminister.

## Leben
Wassiljew stammte aus einer adligen Familie. Der Großvater war Obersekretär des Admiralitätskollegiums. Der Vater Iwan Wassiljewitsch Wassiljew war Sekretär des Senats. Wassiljew absolvierte das Junkerkollegium an der Senatskanzlei und wurde 1754 Protokollant in der Senatskanzlei.
1762 wurde Wassiljew Sekretär des Generalprokurors Alexander Iwanowitsch Glebow und dann seines Nachfolgers Alexander Alexejewitsch Wjasemski. 1764 wurde er Geschäftsführer der Kanzlei Wjasemskis.
1770 wurde Wassiljew Obersekretär des 3. Departements des Senats und arbeitete in der Kommission für die Erstellung der staatlichen Besoldungsordnung, die Einrichtung der Kassenämter und die Reform der Expedition (d. h. Verwaltung) der Staatseinnahmen mit. Mit den ergriffenen Maßnahmen wurden die Staatsgeschäfte neu geordnet. 1773 wurde er Obersekretär der Expedition der Staatseinnahmen. 1781 wurde er zum Wirklichen Staatsrat (4. Rangklasse) ernannt und leitete die neue Expedition für die Revision der staatlichen Finanzen, der bald die Wein-, Salz- und Bergbauverwaltungen angeschlossen wurden. Als der Generalprokuror Wjasemski erkrankte, berichtete Wassiljew der Kaiserin Katharina II. über die Finanzlage. 1791 wurde er Geheimer Rat (3. Rangklasse).
1793 wurde Wassiljew Chefdirektor des Medizinischen Kollegiums und Senator. Es gelang ihm, ohne Kostensteigerungen die Tätigkeiten des Kollegiums auszuweiten, die Verwaltungsstruktur zu reformieren und die materielle Basis des Medizinbereichs zu verbessern. Die Medizin-Chirurgie-Schulen in St. Petersburg und Moskau reformierte er und wandelte sie in Akademien um.

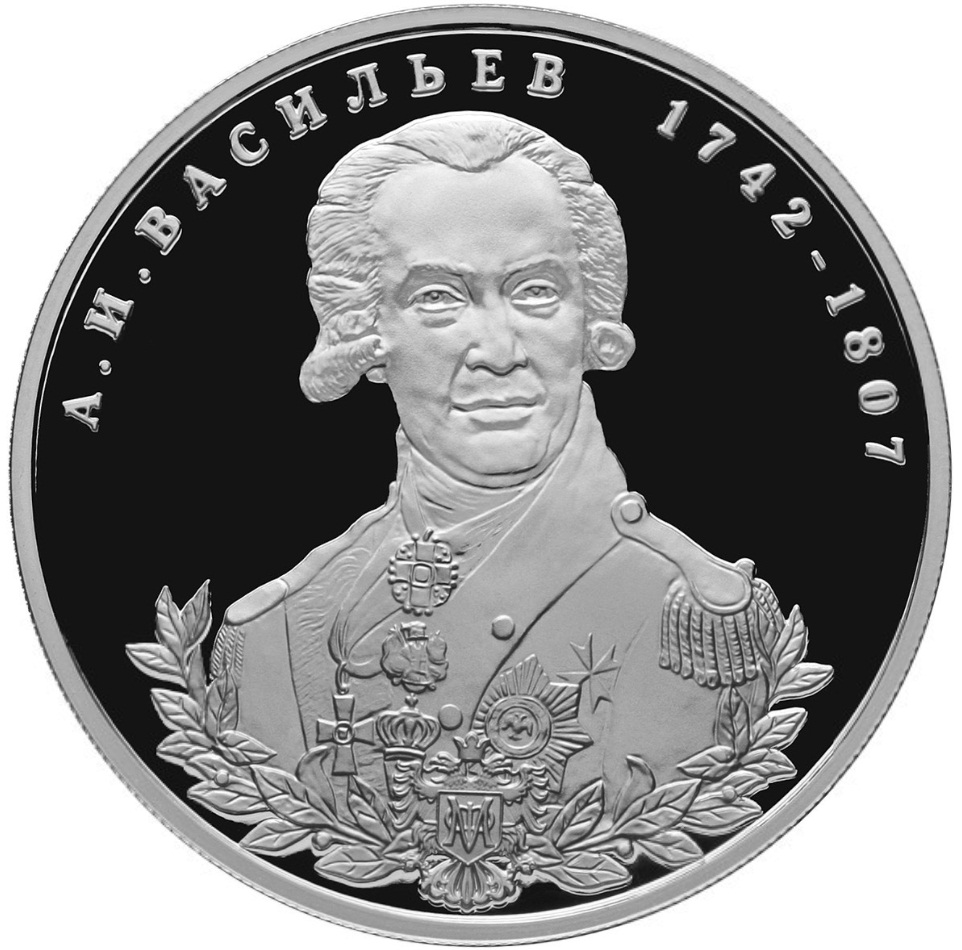
2-Rubel-Silbergedenkmünze der Bank Rossii zu Wassiljews 270. Geburtstag 2012

Nach dem Regierungsantritt Pauls I. wurde Wassiljew im November 1796 Staatsschatzmeister. Er wurde im selben Jahr Ehrenmitglied der Akademie der Wissenschaften und 1797 Wirklicher Geheimer Rat (2. Rangklasse) und Baron. Er verbesserte die Rechnungsführung, die seine Vorgänger in einem äußerst unbefriedigendem Zustand hinterlassen hatten. Er entwickelte ein Schema für die Kupfergeldprägung, um den Kurs der russischen Assignaten zu erhöhen. Nach einem Konflikt mit dem Günstling Pauls I. Iwan Pawlowitsch Kutaissow wurde Wassiljew im November 1800 aus allen seinen Ämtern entlassen.
Nach dem Regierungsantritt Alexanders I. wurde Wassiljew im März 1801 wieder in alle seine Ämter eingesetzt. Im selben Jahr wurde er Mitglied der Russischen Akademie (1841 mit der Akademie der Wissenschaften verschmolzen), und er erhielt die erbliche Grafenwürde. Nach der Gründung der Ministerien wurde er 1802 zum Finanzminister ernannt. 1802 verfasste er ein Statut für die Staatswälder, das zu einer verbesserten Waldwirtschaft führte. Er reduzierte die Staatsverschuldung durch Rückzahlung einer Anleihe von 3,5 Millionen Gulden (1802) und eines Darlehens der Republik Genua von 3 Millionen Piaster (1804–1808). Das Haushaltsdefizit deckte er durch die Ausgabe neuer Assignaten und durch reguläre Darlehen bei staatlichen Banken. 1806 wurde die unter seiner direkten Leitung entwickelte Bergbauordnung Gesetz, die teilweise das Prinzip der Bergfreiheit einführte und viele Jahrzehnte lang die Grundlage für die Bergbaugesetzgebung war. Auch leitete er die Entwicklung des neuen Steuerpachtgesetzes, das unter anderem die Zahl der Schänken begrenzte und den Steuerpächtern verbot, selbst Schänken zu betreiben.
Wassiljew war verheiratet mit Wjasemskis Verwandten Warwara Sergejewna geborene Urussowa (1751–1831) und hatte zwei Töchter: Jekaterina (1781–1860), die den General der Infanterie Fürst Sergei Nikolajewitsch Dolgorukow heiratete, und Marija (1784–1829), die den General der Kavallerie Graf Wassili Wassiljewitsch Orlow-Denissow heiratete.
Wassiljews Geschwister waren Anna (1741–1816), die Alexander Fjodorowitsch Golubzow (1735–1796) heiratete und Mutter Fjodor Alexandrowitsch Golubzows war, Andrei (1743–1788) und Iwan (1763–1802).
Wassiljew wurde auf dem Lazarus-Friedhof des Alexander-Newski-Klosters begraben. Wassiljews Nachfolger war sein Neffe Fjodor Alexandrowitsch Golubzow, der wegen fehlender männlicher Nachkommen Wassiljews dessen Grafentitel erhielt.

## Ehrungen
- Alexander-Newski-Orden (1796)[4]
- Orden des Heiligen Andreas des Erstberufenen (1799)[4]
- Orden des Heiligen Johannes von Jerusalem (1799)[4]
- Orden des Heiligen Wladimir I. Klasse (1806)[4]